# 玛丽·卢·威廉姆斯

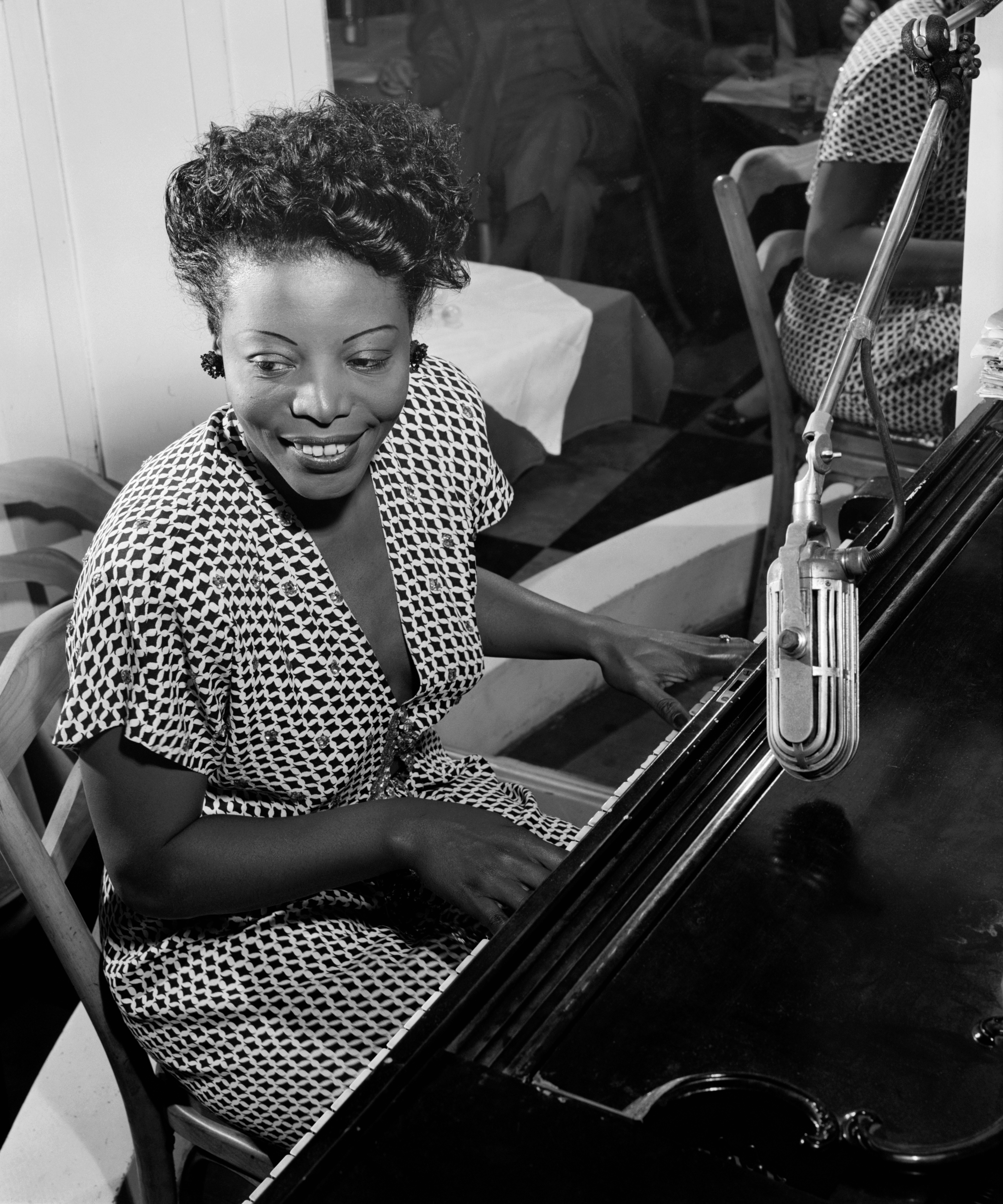
玛丽·卢·威廉姆斯

玛丽·卢·威廉姆斯（Mary Lou Williams，1910年5月8日– 1981年5月28日 ）是一位美国爵士乐钢琴家、编曲家和作曲家。她创作了数百首歌曲。 艾靈頓公爵和班尼·古德曼演奏的一些的歌曲中的曲子就是由她創作的。1954年玛丽·卢·威廉姆斯皈依天主教，1981年因膀胱癌去世。